# Pathmark
Pathmark est une chaîne de supermarchés américaine, dont le siège social se trouve à Carteret dans le New Jersey. Elle fut fondée en 1968 et possède plus de 140 magasins dans le Delaware, le New Jersey, l'État de New York et la Pennsylvanie. 
En 1999 la chaîne  de magasins au bord de la faillite est reprise par Ahold pour 1 milliard d'euros et le titre est retiré de cotation. 